# Бичуване
Бичуването е актът на биене на човешкото тяло със специални инструменти като камшици, брезови пръчки и др. Обикновено бичуването се налага на нежелаещ субект като наказание; то обаче може също така да бъде наложено охотно за садомазохистично удоволствие или да бъде изпълнено от субекта върху себе си в религиозен или садомазохистичен контекст.
Ударите обикновено са насочени към голия гръб на човек, като може да се разшири и до други телесни области. За умерена подформа на бичуване, описана като bastinado, стъпалата на босите крака на човек се използват като мишена за биене.

## Съвременна употреба като наказание
Официално премахнато в повечето западни страни, бичуването, включително по краката в някои страни, все още е често срещано наказание, особено при изповядващите исляма, и в някои територии, които преди са били под британско управление. Под медицински надзор се налага рутинно от съдилища като наказание за някои категории престъпления в Сингапур, Бруней, Малайзия, Индонезия, Танзания, Зимбабве и др.
Бичуването е форма на наказание, използвана според ислямския закон на шериата. Това е предписаното наказание (hudud) за престъпления, включително блудство, употреба на алкохол и клевета, а също така широко се предпочита като дискредитиращо наказание (ta'zir) за много престъпления, като например нарушаване на законите за взаимодействие между половете (zina). Наказанието обикновено се изпълнява публично. Някои учени обаче твърдят, че това противоречи на учението на исляма.

## Галерия
- Наказание с бич, Русия, 18 век
- Афроамерикански роб, Луизиана, 1863 г.
- Бичуване на затворници в затвор в Делауеър, ок. 1907 г.
- Сексуална демонстрация на бичуване на панаир в Сан Франциско, 2004 г.